# Dunwood
Dunwood var en civil parish från 1858 till 1932 då den blev en del av Sherfield English, i grevskapet Hampshire, i England. Civil parish var belägen 17 km från Winchester och hade 37 invånare år 1931.